# Emil Velić
Emil Velić (Sanski Most, 6 februari 1995) is een Sloveens-Bosnisch betaaldvoetballer die dienstdoet als doelman. Hij tekende in juni 2015 een driejarig contract bij Sint-Truidense VV met een optie voor nog 2 jaar. Daarvoor trainde Velić al een seizoen mee met de beloften van Sint-Truidense VV

## Clubcarrière

### Jeugd
Velić werd in het seizoen 2014/2015 uitgeleend aan de beloften van Sint-Truidense VV door het Sloveense NK Domžale.

### Sint-Truidense VV
Op 17 juni 2015 kondigde Sint-Truidense VV aan dat Velić, na een jaar bij de beloften te hebben getraind, tekende bij de A-kern van de club. Hij kon in die periode ook rekenen op interesse van aartsrivaal KRC Genk. Hier ging hij echter niet op in en hij tekende een contract van drie jaar en een optie voor nog twee jaar bij de club uit Haspengouw.
Hier zou hij William Dutoit en Yves De Winter voor zich moeten dulden als 1ste en 2de doelman. Hierdoor kwam Velić in zijn eerste seizoen niet veel in beeld bij de kanaries. 
Op 29 april 2016 werd echter bekendgemaakt dat Dutoit niet zou worden geselecteerd voor de uitwedstrijd tegen KV Mechelen na een dispuut op training. Mede door de blessure van De Winter stond Velić zo dus voor zijn debuut in de Belgische eerste klasse.
Een dag later, op 30 april 2016, debuteerde Velić dus op het veld van KV Mechelen. De wedstrijd eindigde op een 1-1 gelijkspel.

## Statistieken
| Seizoen | Club              | Land   | Competitie         | Wed. | Goals |
| ------- | ----------------- | ------ | ------------------ | ---- | ----- |
| 2015/16 | Sint-Truidense VV | België | Jupiler Pro League | 1    | 0     |
|         |                   |        | Totaal             | 1    | 0     |

Laatst bijgewerkt: 02-05-2016
2 Ogawa ·
4 Belaïd ·
5 Taniguchi ·
6 Yanamoto ·
7 Brahimi ·
8 Fujita ·
9 Ferrari ·
10 Lamkel Zé ·
11 Delpupo ·
12 Coppens ·
13 Ito ·
14 Dumont ·
15 Zahiroleslam ·
16 Kokubo ·
19 Patris ·
20 Van Helden ·
21 Lendfers ·
22 Janssens ·
23 Barnes ·
24 Mindombe ·
25 Teuchy ·
27 Ananou ·
31 Godeau  ·
33 Diriken ·
34 Lambotte ·
37 Alexis ·
60 Vanwesemael ·
91 Bertaccini ·
Coach: Mazzù